# Новая Деревня (Кочубеевский район)
Но́вая Дере́вня — село в Кочубеевском районе (муниципальном округе) Ставропольского края России.

## География
Расстояние до краевого центра: 85 км.
Расстояние до районного центра: 27 км.

## История
Дата основания: конец XIX века.
До 16 марта 2020 года село было административным центром упразднённого Новодеревенского сельсовета.

## Население
| 1989 | 2002  | 2010  | 2012  | 2014  | 2021  |
| ---- | ----- | ----- | ----- | ----- | ----- |
| 1906 | ↗2143 | ↗2158 | ↗2253 | ↘2100 | ↘2036 |

По данным переписи 2002 года в национальной структуре населения преобладают русские (94 %).

## Инфраструктура
- Культурно-досуговое объединение

## Образование
- Детский сад № 9
- Средняя общеобразовательная школа № 20
- Детская школа искусств № 2[10]

## Памятники
- Памятник воинам-односельчанам, погибшим в годы Великой Отечественной войны 1941—1945 гг. 1968 год[11]

## Кладбища
У северо-восточной окраины села расположено общественное открытое кладбище площадью 11 900 м².